# Comuna Lelești, Gorj
Lelești este o comună în județul Gorj, Oltenia, România, formată din satele Frătești, Lelești (reședința) și Rasovița.

## Așezare
Comuna se situează în partea de nord-est a județului Gorj. Se învecinează la nord cu comuna Runcu, la nord-est cu comuna Stănești și la sud și sud-est cu comuna Bălești și municipiul Târgu Jiu.

## Demografie
Componența etnică a comunei Lelești
     Români (95,67%)
     Alte etnii (0%)
     Necunoscută (4,33%)
Componența confesională a comunei Lelești
     Ortodocși (92,86%)
     Penticostali (1,35%)
     Alte religii (0,62%)
     Necunoscută (5,17%)
Conform recensământului efectuat în 2021, populația comunei Lelești se ridică la 1.779 de locuitori, în scădere față de recensământul anterior din 2011, când fuseseră înregistrați 1.854 de locuitori. Majoritatea locuitorilor sunt români (95,67%), iar pentru 4,33% nu se cunoaște apartenența etnică. Din punct de vedere confesional, majoritatea locuitorilor sunt ortodocși (92,86%), cu o minoritate de penticostali (1,35%), iar pentru 5,17% nu se cunoaște apartenența confesională.

## Istorie
La sfârșitul secolului al XIX-lea, comuna făcea parte din plaiul Vulcan a județului Gorj, și era alcătuită din satele Lelești, Frățeștii de Jos și Frățeștii de Sus, cu o populație de 1350 de locuitori. În comună exista o școală mixtă frecventată de 52 de elevi și patru biserici.
Anuarul Socec din 1925 consemnează comuna în plasa Ocolu a aceluiași județ, având o populație de 1645 de locuitori (în satele Lelești, Frățești-Birnicii, Frățești-Moșneni). În același an, apare și satul Rasovița, dar care este consemnat, în comuna Stroiești.
În anul 1950, comuna a fost arondată raionului Târgu Jiu a regiunii Gorj, raion care doi ani mai târziu a fost arondat regiunii Craiova, și apoi (după 1960), regiunii Oltenia.
În anul 1968, comuna a fost transferată județului Gorj, primind într-un final, și satul Rasovița de la comuna Stroiești, ce a fost desființată și inclusă în comuna Arcani. Tot atunci, satul Frățești-Birnicii preia numele de Frățești, iar satul Frățești-Moșneni este desființat și contopit cu satul Frățești.

## Monumente istorice

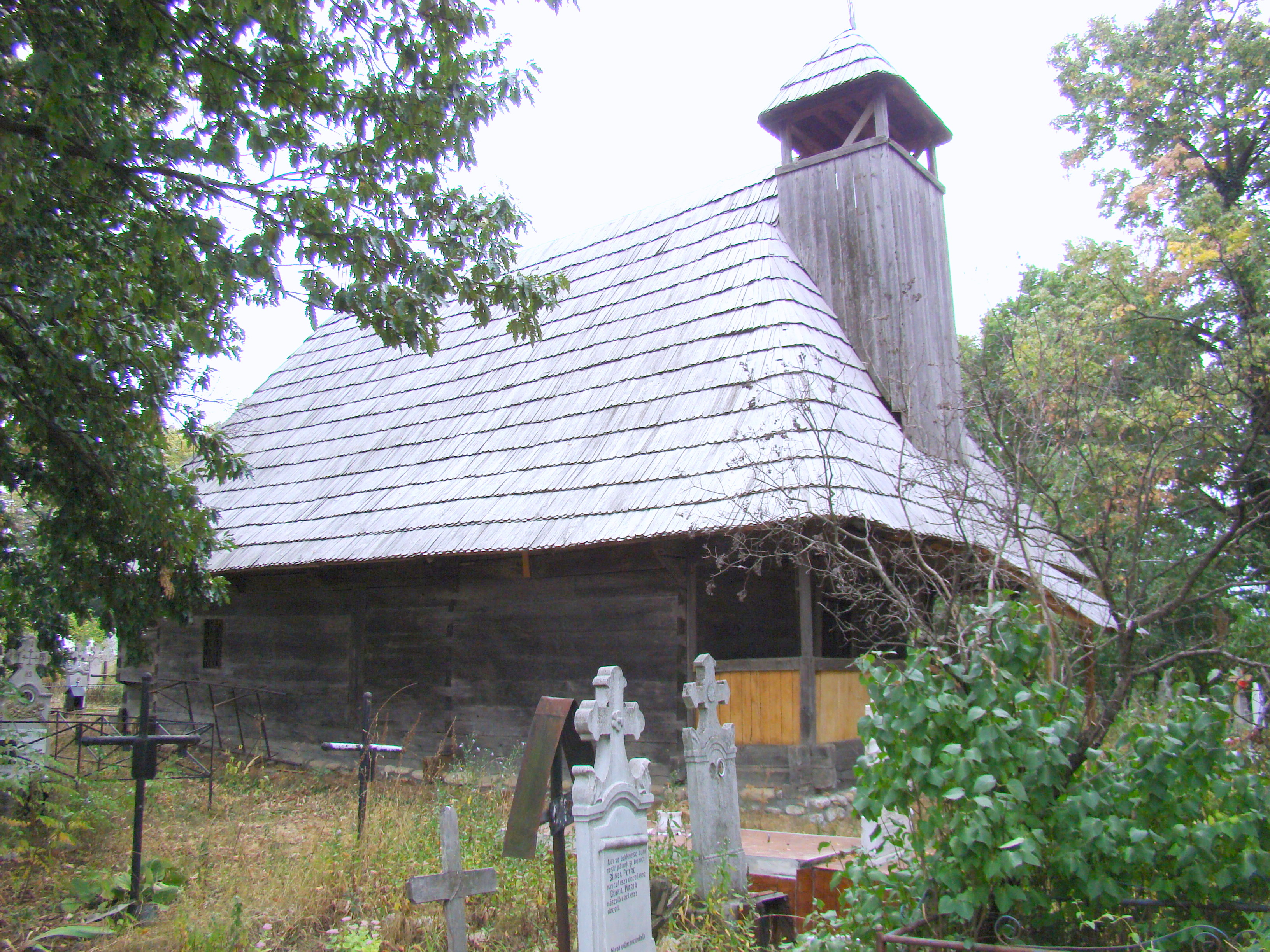
Biserica de lemn din Lelești, unul dintre monumentele istorice de interes local din comuna Lelești

Șapte monumente istorice din comuna Lelești sunt incluse în lista monumentelor istorice din județul Gorj. Prima este o așezare medievală din satul Frățești cu datare din secolul XIV. Următoarea se află în același sat și este Biserica de lemn din Frățești (1825), ce poartă hramul Adormirii Maicii Domnului. 
Următoarele două se află în satul Lelești. Aici putem menționa Biserica de lemn din Frățești cu hramul Sfântului Ioan Gură de Aur (1791), precum și de Biserica de lemn din Lelești, cu hramul Sfântului Nicolae. Ultimul monument istoric se află în satul Rasovița și este vorba despre o troiță din lemn, care datează din secolul XX.

## Politică și administrație
Comuna Lelești este administrată de un primar și un consiliu local compus din 11 consilieri. Primarul, Vasile-Laurențiu Turcilă[*], de la Partidul Social Democrat, este în funcție din 2016. Începând cu alegerile locale din 2024, consiliul local are următoarea componență pe partide politice:
|  | Partid                    | Consilieri | Componența Consiliului | Componența Consiliului | Componența Consiliului | Componența Consiliului | Componența Consiliului | Componența Consiliului |
|  | ------------------------- | ---------- | ---------------------- | ---------------------- | ---------------------- | ---------------------- | ---------------------- | ---------------------- |
|  | Partidul Social Democrat  | 6          |                        |                        |                        |                        |                        |                        |
|  | Partidul Național Liberal | 3          |                        |                        |                        |                        |                        |                        |
|  | Partidul S.O.S. România   | 1          |                        |                        |                        |                        |                        |                        |
|  | Partidul Verde            | 1          |                        |                        |                        |                        |                        |                        |

## Vezi și
- Biserica de lemn din Frătești
- Biserica de lemn din Lelești, Gorj
- Biserica de lemn din Lelești-Ursăței